# Chromotruxalis crocea
Chromotruxalis crocea är en insektsart som först beskrevs av Bolívar, I. 1889.  Chromotruxalis crocea ingår i släktet Chromotruxalis och familjen gräshoppor. Inga underarter finns listade i Catalogue of Life.